# Measham
Measham är en ort och civil parish i Storbritannien.   Den ligger i grevskapet Leicestershire och riksdelen England, i den södra delen av landet, 160 km nordväst om huvudstaden London. Measham ligger 105 meter över havet och antalet invånare är 4 957.
Terrängen runt Measham är platt. Runt Measham är det tätbefolkat, med 343 invånare per kvadratkilometer. Närmaste större samhälle är Swadlincote, 8,2 km norr om Measham. Trakten runt Measham består till största delen av jordbruksmark.